# Schmalspurbahn Cranzahl–Kurort Oberwiesenthal
| Ausschnitt aus Streckenkarte Sachsen (1902) |                         |                                                             |                                                             |
| Streckennummer: | 6964; sä. CW            |                                                             |                                                             |
| Kursbuchstrecke (DB): | 518                     |                                                             |                                                             |
| Kursbuchstrecke: | 140d (1934) 169r (1946) |                                                             |                                                             |
| Streckenlänge: | 17,349 km               |                                                             |                                                             |
| Spurweite: | 750 mm (Schmalspur)     |                                                             |                                                             |
| Maximale Neigung: | 33 ‰                    |                                                             |                                                             |
| Minimaler Radius: | 100 m                   |                                                             |                                                             |
| Streckengeschwindigkeit: | 25 km/h                 |                                                             |                                                             |
| |                         |                                                             |                                                             |
| \| \| 0,000 \| Cranzahl \| 654 m \| \| \| \| \| \| \| \| \| (Anschluss an Bahnstrecke Vejprty–Annaberg-Buchholz unt Bf) \| \| \| \| \| \| \| \| \| 2,744 \| Unterneudorf \| 685 m \| \| \| 3,820 \| EÜ Wirtschaftsweg (14 m) \| EÜ Wirtschaftsweg (14 m) \| \| \| 4,530 \| Neudorf (Erzgeb) \| 697 m \| \| \| 4,760 \| Sehmabrücke (11 m) \| Sehmabrücke (11 m) \| \| \| 5,970 \| Vierenstraße \| 730 m \| \| \| \| Weiße Sehma \| \| \| \| \| Rote Sehma \| \| \| \| 8,020 \| Kretscham-Rothensehma \| 792 m \| \| \| \| (Scheitelpunkt) \| 831 m \| \| \| 10,500 \| Niederschlag \| 813 m \| \| \| 13,620 \| Hammerunterwiesenthal \| 796 m \| \| \| 13,850 \| Anst Langer \| Anst Langer \| \| \| 14,933 \| Anst Rümmler & Co. \| Anst Rümmler & Co. \| \| \| 15,720 \| Unterwiesenthal \| 847 m \| \| \| 17,060 \| Viadukt Hüttenbachtal \| 888 m \| \| \| 17,350 \| Kurort Oberwiesenthal \| 892 m \| |                         |                                                             |                                                             |
| Kopfbahnhof Streckenanfang | 0,000                   | Cranzahl                                                    | 654 m                                                       |
| |                         |                                                             |                                                             |
| Strecke |                         | (Anschluss an Bahnstrecke Vejprty–Annaberg-Buchholz unt Bf) | (Anschluss an Bahnstrecke Vejprty–Annaberg-Buchholz unt Bf) |
| |                         |                                                             |                                                             |
| Haltepunkt / Haltestelle | 2,744                   | Unterneudorf                                                | 685 m                                                       |
| Brücke | 3,820                   | EÜ Wirtschaftsweg (14 m)                                    | EÜ Wirtschaftsweg (14 m)                                    |
| Bahnhof | 4,530                   | Neudorf (Erzgeb)                                            | 697 m                                                       |
| Brücke über Wasserlauf | 4,760                   | Sehmabrücke (11 m)                                          | Sehmabrücke (11 m)                                          |
| Haltepunkt / Haltestelle | 5,970                   | Vierenstraße                                                | 730 m                                                       |
| Brücke über Wasserlauf |                         | Weiße Sehma                                                 | Weiße Sehma                                                 |
| Brücke über Wasserlauf |                         | Rote Sehma                                                  | Rote Sehma                                                  |
| Bahnhof | 8,020                   | Kretscham-Rothensehma                                       | 792 m                                                       |
| Kulminations-/Scheitelpunkt |                         | (Scheitelpunkt)                                             | 831 m                                                       |
| Bahnhof | 10,500                  | Niederschlag                                                | 813 m                                                       |
| Bahnhof | 13,620                  | Hammerunterwiesenthal                                       | 796 m                                                       |
| Abzweig geradeaus und ehemals von rechts | 13,850                  | Anst Langer                                                 | Anst Langer                                                 |
| Abzweig geradeaus und ehemals nach links | 14,933                  | Anst Rümmler & Co.                                          | Anst Rümmler & Co.                                          |
| Haltepunkt / Haltestelle | 15,720                  | Unterwiesenthal                                             | 847 m                                                       |
| Brücke | 17,060                  | Viadukt Hüttenbachtal                                       | 888 m                                                       |
| Kopfbahnhof Streckenende | 17,350                  | Kurort Oberwiesenthal                                       | 892 m                                                       |

Die Schmalspurbahn Cranzahl–Kurort Oberwiesenthal ist eine sächsische Schmalspurbahn mit 750 mm Spurweite im oberen Erzgebirge. Sie beginnt im Bahnhof Cranzahl der Bahnstrecke Vejprty–Annaberg-Buchholz unt Bf und führt über Neudorf nach Oberwiesenthal. Überregional ist die Strecke heute unter der 1996 vergebenen Marketingbezeichnung Fichtelbergbahn bekannt.

## Geschichte

### Vorgeschichte und Bahnbau
Obwohl Wiesenthal im 16. Jahrhundert nach Silberfunden entstand, blieb das Abbaugebiet ebenso wie das Bärensteiner im Vergleich zum Annaberger und Joachimsthaler Revier stets unbedeutend. Die abgeschiedene und hochgelegene Lage benachteiligte auch die Landwirtschaft und verhinderte die Ansiedlung nennenswerter Industrie. Nachdem Mitte des 19. Jahrhunderts der Bergbau endgültig eingestellt wurde, stagnierte die wirtschaftliche Entwicklung des Landstrichs.
Das benachbarte Annaberg erhielt 1866 mit der Bahnstrecke Annaberg–Chemnitz einen Eisenbahnanschluss. Daraufhin entstanden auch verschiedene Projekte für eine Fortführung durchs obere Erzgebirge bis ins Böhmische. Mit den im Jahr 1872 eröffneten Bahnstrecken Weipert–Annaberg und Komotau–Weipert erhielt der Landstrich mit der in Böhmen liegenden Station Schmiedeberg einen Eisenbahnanschluss.
Trotz der eher ungünstigen Lage – die ca. 7 km entfernte Station war nur über eine steile Straße erreichbar – kam es zu einer spürbaren Verkehrsbelebung. So entwickelte sich der Fichtelberg zu einem beliebten Ausflugsziel.
Die Initiative zum Bahnbau ging vom sächsischen Staat aus, der 1893 drei Varianten für einen Bahnanschluss Oberwiesenthals untersuchen ließ.
- Variante 1: ausgehend von Crottendorf an der Bahnstrecke Walthersdorf–Crottendorf durch das Zschopautal
- Variante 2: ausgehend von Cranzahl an der Bahnstrecke Weipert–Annaberg durch das Sehmatal
- Variante 3: ausgehend von Bärenstein an der Bahnstrecke Weipert–Annaberg durch das Grenzbachtal

Bei der Planung wurde neben der Entfernung nach Annaberg, die Hauptverkehrsrichtung von Oberwiesenthal, auch der Weg nach Böhmen, von wo Braunkohlen in großen Mengen importiert wurden, berücksichtigt. Die Variante über Crottendorf schied wegen des langen Anfahrtswegs aus Böhmen aus. Obwohl die Variante durch das Grenzbachtal einfacher zu bauen gewesen wäre, entschieden sich die sächsischen Stände für Cranzahl als Ausgangspunkt. Denn einerseits konnte der am Hang gelegene Bärensteiner Bahnhof nur schwer ausgebaut werden, andererseits erschloss man so ein wesentlich größeres Einzugsgebiet. Besonders der Anschluss von Neudorf und des dortigen Forstes sollte die Rentabilität der Strecke erhöhen. Da man ohnehin nur ein geringes Verkehrsaufkommen prognostizierte, sollte eine Schmalspurbahn allen Ansprüchen genügen. Der Sächsische Landtag beschloss am 1. März 1894 den am 4. Dezember 1893 eingereichten Plan zum Bahnbau.
Noch im Sommer 1894 begannen erste Vermessungsarbeiten, die ursprünglich noch im selben Jahr abgeschlossen werden sollten. Da während der Vermessung noch größere Änderungen am Trassenverlauf vollzogen wurden, dauerten diese Arbeiten bis in den Sommer 1895. So wurde die Strecke entgegen der Projektierung in Unterneudorf an den Hang verlegt und der Standort des Oberwiesenthaler Bahnhofs geändert. Offizieller Baubeginn war im April 1896; allerdings waren schon im vorangegangenen Herbst einige Durchlässe errichtet worden. Im Winter 1896/97 ruhten witterungsbedingt die Arbeiten; dennoch konnte der Bahnbau im Juli 1897 bis auf kleinere Restarbeiten abgeschlossen werden.
Der am Bau beteiligte norwegische Ingenieur Trygve Olsen ließ sich aus seiner Heimat ein paar Ski kommen und brachte so den Ski-Sport in die Region. (5)
Am 19. Juli 1897 eröffneten die K.Sächs.Sts.E.B. die 17,4 km lange Strecke. Insgesamt war die Strecke deutlich teurer als geplant geworden – statt der zunächst berechneten ca. 1,5 Millionen Mark kostete die Schmalspurbahn am Ende fast zwei Millionen Mark. Damit lagen die Kosten für den Kilometer Bahnstrecke bei rund 113.000 Mark und somit deutlich höher als bei anderen sächsischen Schmalspurbahnen. Mit Eröffnung der Strecke erhielt die Schmalspurbahn ein in Sachsen für eine Eisenbahnstrecke übliches Kürzel. Es lautete CW für Cranzahl–Wiesenthal.

### Bis zum Ende des Zweiten Weltkriegs

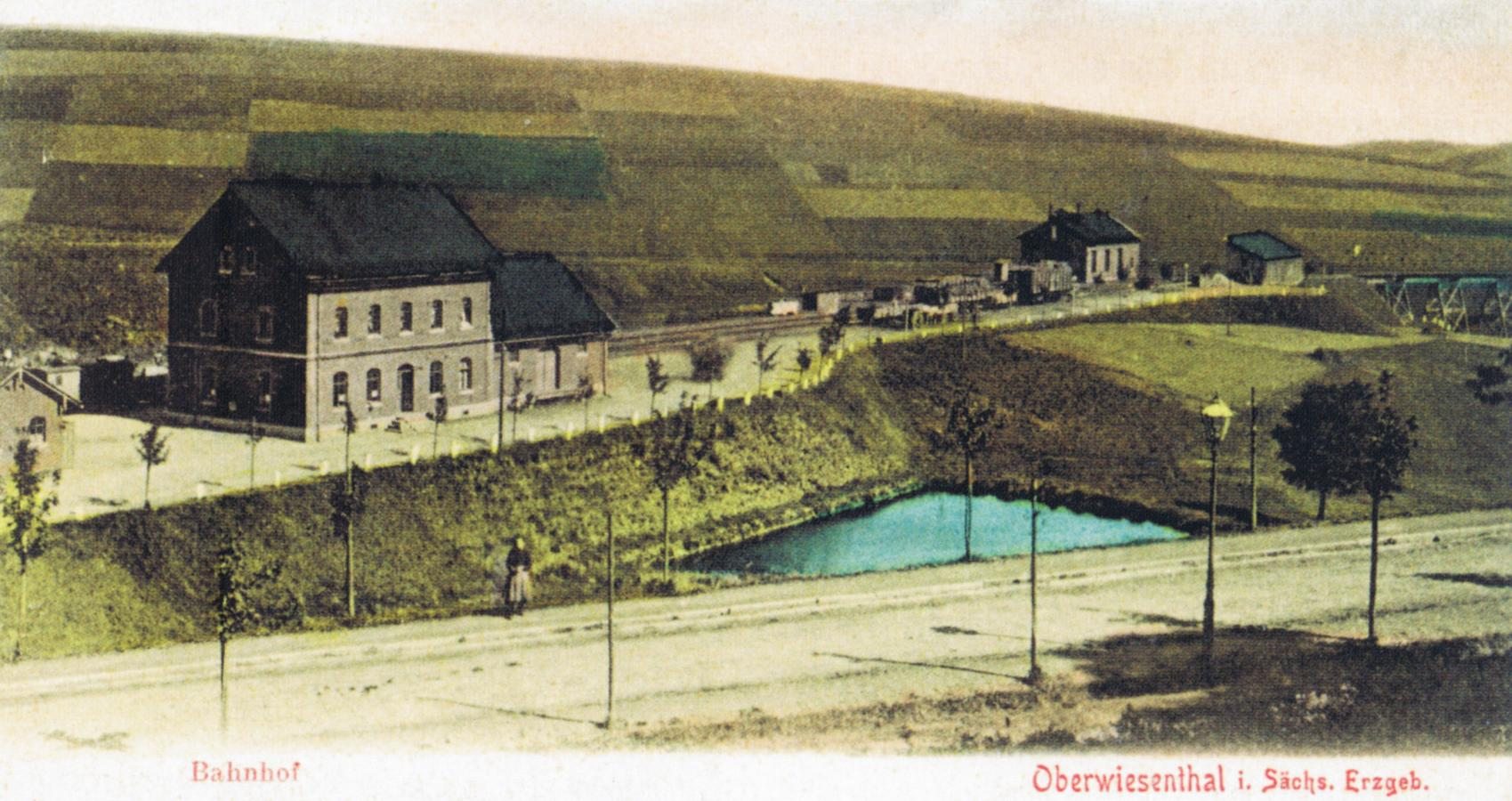
Bahnhof Oberwiesenthal (um 1910)

Im Jahr 1899 nahmen die K.Sächs.Sts.E.B. den Rollbockverkehr auf, diesen ersetzte die Bahnverwaltung im Jahr 1906 durch den sicheren Rollwagenverkehr. Bereits in den ersten Betriebsjahren stiegen im Personenverkehr die Verkehrsleistungen stark an. Ursache war ein reger Ausflugsverkehr im Winter sowie in den Sommermonaten. Deswegen wurde der Bahnhof Cranzahl ab 1912 umgebaut. Dennoch deckten die Einnahmen nicht einmal die Ausgaben, da sich der lukrative Ausflugsverkehr auf wenige Tage im Jahr beschränkte.
War es noch während des Ersten Weltkrieges wegen Kohlenmangels zu Verkehrseinschränkungen gekommen, übertrafen die Beförderungsleistungen im Personenverkehr in den 1920er Jahren unter Leitung der Deutschen Reichsbahn die Werte der Vorkriegszeit. Hinzu kam der Transport der Baustoffe für die Fichtelbergschwebebahn. Die Anlagen des Bahnhofs Oberwiesenthal waren für das Verkehrsaufkommen unzureichend und wurden deshalb ab 1926 umfassend erweitert.
Als in den 1930er Jahren parallel verkehrende Omnibuslinien eingerichtet wurden, verringerte sich das Verkehrsaufkommen merklich. Für die Schmalspurbahn blieben nur die Verkehrsspitzen übrig, für die der Kraftverkehr nicht genügend Kapazitäten bot. Das ohnehin schon schlechte Betriebsergebnis verschlechterte sich so weiter. So kamen alte Pläne für eine Normalspurbahn durch das Pöhlbachtal wieder auf. Bereits um die Jahrhundertwende waren Pläne für eine normalspurige Strecke Weipert–Joachimsthal entstanden. In diesem Zusammenhang wurde auch eine Umspurung der Schmalspurbahn untersucht. Derartige Projekte wurden durch den Ersten Weltkrieg vereitelt. Auch in den 1920er Jahren kamen verschiedene Erweiterungspläne – unter anderem war ein Fichtelbergtunnel angedacht – nicht über das Planungsstadium hinaus. Alle derartigen Pläne wurden durch den Ausbruch des Zweiten Weltkriegs beendet.
Die Schmalspurstrecke musste schon zu Beginn des Zweiten Weltkriegs einen großen Verkehrsrückgang hinnehmen, denn der Ausflugsverkehr brach fast völlig zusammen. Mit zunehmender Kriegsdauer dünnte die RBD Dresden den Fahrplan immer mehr aus und immer mehr Personenzüge verkehrten nur „auf besondere Anordnung“. Ende April/Anfang Mai 1945 stellte die RBD Dresden den Zugverkehr gänzlich ein.

### Nachkriegszeit
Im Juni 1945 nahm die Deutsche Reichsbahn den Verkehr auf der Strecke, die sich in unmittelbarer Nähe des 1945 unbesetzt gebliebenen Gebiets in der Sowjetischen Besatzungszone befand (siehe dazu Freie Republik Schwarzenberg), wieder auf.
Seit Ende 1947 wurde im Revier Bärenstein-Niederschlag Uran abgebaut. Noch im selben Jahr wurden die Uranreviere großflächig zum Sperrgebiet erklärt. Von diesen Zugangsbeschränkungen war auch die Strecke Cranzahl–Kurort Oberwiesenthal betroffen. Die Schmalspurbahn übernahm den Abtransport des geförderten Erzes. Das Material für die Schächte wurde neben der Schmalspurbahn auch über den überlasteten Bahnhof Bärenstein angeliefert. Daneben war auch der umfangreiche Berufsverkehr durchzuführen, denn in der Blütezeit des Reviers um 1950 waren ca. 3.000 Bergleute im Abbaugebiet beschäftigt. Da die Schichtzüge aus bis zu zehn Wagen bestanden, mussten zahlreiche Fahrzeuge von anderen Schmalspurbahnen auf die Strecke umgesetzt werden, um den starken Verkehr bewältigen zu können. Nachdem die Wismut Mitte der 1950er Jahre den Bergbau im Fichtelberggebiet eingestellt hatte, normalisierte sich das Verkehrsaufkommen wieder. Die 1947 eingeführte Sperrzone wurde 1955 ebenfalls aufgehoben. Damit war in der Region der Wintersport wieder uneingeschränkt möglich. Durch den Erzabbau kam es im Raum Niederschlag zu Bergsenkungen; der ohnehin schon schlechte bauliche Zustand verschlimmerte sich damit weiter.
Als 1965 der Wiederaufbau des 1963 abgebrannten Fichtelberghauses beschlossen wurde, führte dies zu einem erhöhten Verkehrsaufkommen. Ebenfalls in dieser Zeit wurden erstmals Untersuchungen über die Wirtschaftlichkeit vorgenommen. Trotz eines negativen Ergebnisses wurde ein Weiterbetrieb empfohlen, da einerseits mit einer Steigerung der Transportleistungen zu rechnen wäre und andererseits der allgemeine Bahnzustand bis auf stellenweise schlechte Abschnitte gut sei. Eine Verkehrsverlagerung auf den Kraftverkehr und die Stilllegung würde vorerst keinen ökonomischen Nutzen bringen. Eine zweite ebenfalls in diesem Zeitraum aufgestellte Studie empfahl hingegen die schnellstmögliche Streckenstilllegung. Bis auf die 1966/67 vorgenommenen Schließungen von ohnehin kaum genutzten Stationen für den Güterverkehr passierte jedoch vorerst gar nichts.
Während der Sanierung der parallel verlaufenden Straße im Jahr 1973 übernahm die Eisenbahn den Ersatzverkehr. An eine Stilllegung war wegen fehlender Kapazitäten im Kraftverkehr – es mangelte an LKW und Bussen sowie dem nötigen Straßenausbau – in den 1970er Jahren nicht zu denken. Im Jahr 1975 wurde die Strecke zudem zusammen mit anderen Schmalspurbahnen als erhaltenswert eingestuft; eine mögliche Stilllegung war damit vorerst abgewendet.

### Entwicklung seit 1990

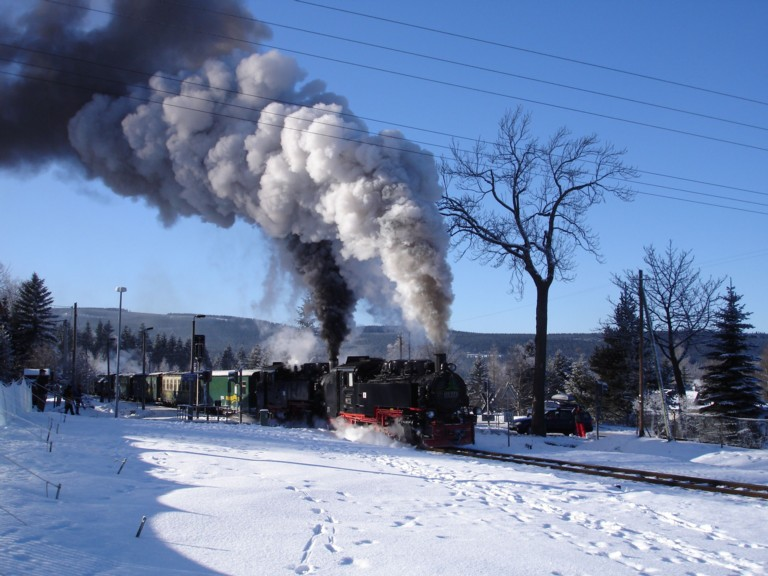
Reisezug bei Kretscham-Rothensehma (2009)

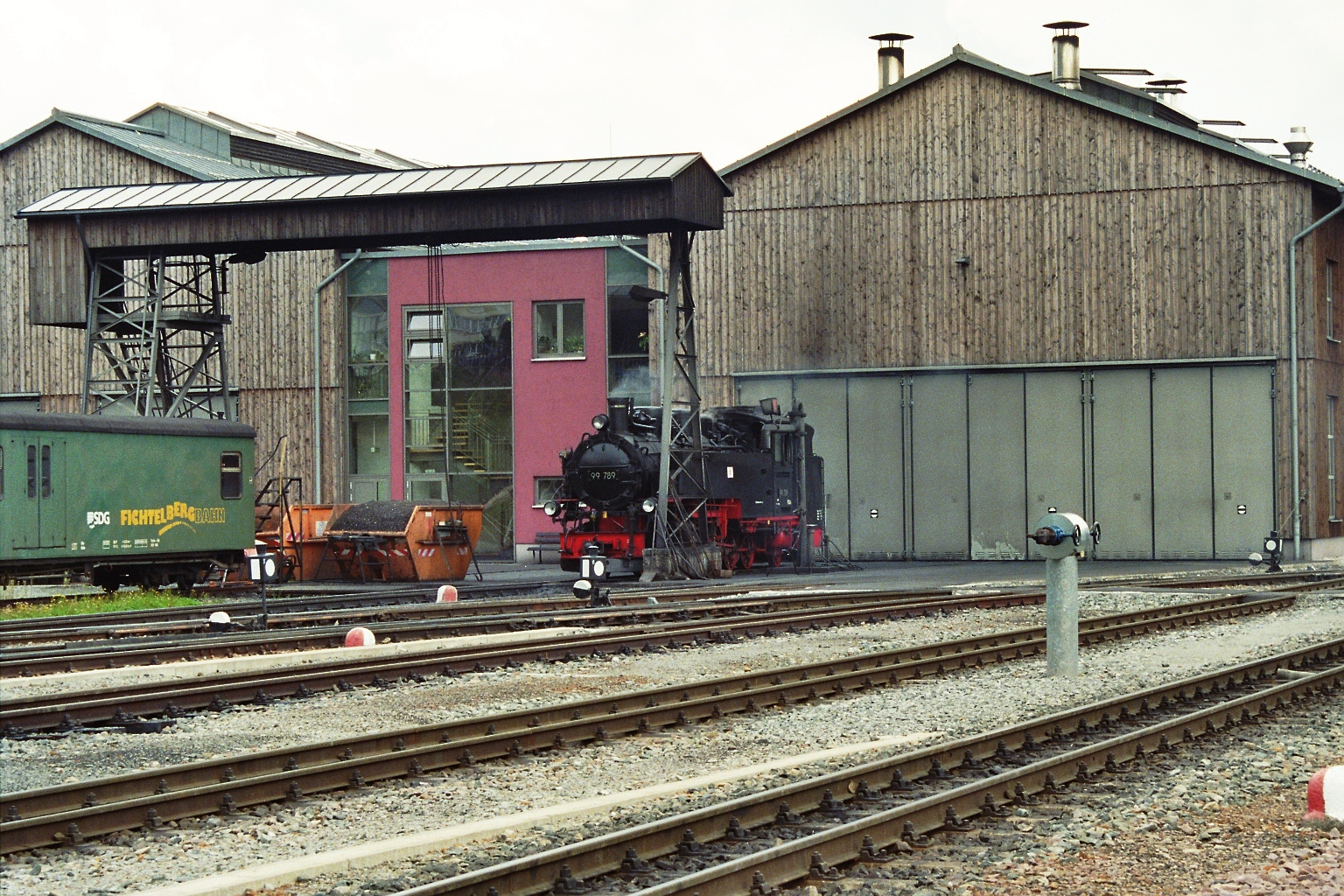
Die neu errichtete Werkstatt der SDG in Oberwiesenthal (2007)

Nach 1990 verlor die Schmalspurbahn ihre Bedeutung als wichtiger Zubringer in die am höchsten gelegene Stadt Deutschlands. Noch 1990 wurden allerdings größere Streckenabschnitte erneuert. Am 1. Juli 1992 stellte die Deutsche Reichsbahn den verbliebenen Güterverkehr ein; seitdem werden Güterwagen nur mehr für innerbetriebliche Zwecke vorgehalten. Nach 1994 orientierte sich der neue Eigentümer, die Deutsche Bahn AG, auf eine baldige Stilllegung oder Privatisierung.
Zum 100-jährigen Bestehen der Schmalspurbahn fand vom 12. bis 20. Juli 1997 eine Festwoche statt, wie sie bis dahin noch auf keiner Schmalspurbahn in Deutschland stattgefunden hatte. Zusätzlich zu den Regelzügen verkehrten mehr als 100 Sonderzüge, die den Fahrplan teilweise zu einem Ein-Stunden-Takt verdichteten.
Am 1. Juni 1998 übernahm die neu gegründete BVO Bahn GmbH, seit 2007 Sächsische Dampfeisenbahngesellschaft (SDG), die Strecke von der Deutschen Bahn AG. Im Rahmen der Übernahme bekam die Schmalspurbahn den werbewirksamen Namen Fichtelbergbahn, der schon nach kurzer Zeit an den Seitenwänden fast aller übernommenen Reisezugwagen zu finden war. Dem neuen Betreiber gelang es, die Bahn überregional bekannter zu machen und ein neues touristisch orientiertes Betriebskonzept umzusetzen. Auch wurden erhebliche finanzielle Mittel für Fahrzeugerhaltung und Baumaßnahmen ausgegeben. So wurden im Sommer 1999 weitere Streckenabschnitte für 4 Millionen Mark erneuert. In Oberwiesenthal entstand eine neue Fahrzeugwerkstatt.

## Streckenbeschreibung

### Verlauf

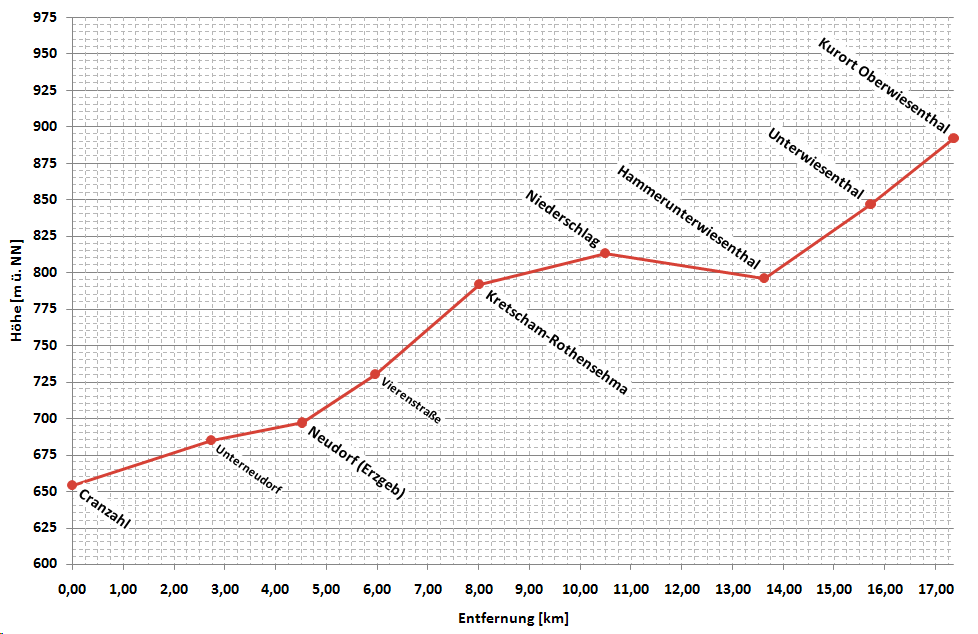
Vereinfachtes Höhenprofil der Strecke

Ihren Ausgangspunkt hat die Schmalspurbahn im Bahnhof Cranzahl in 654 m ü. NN an der normalspurigen Bahnstrecke Vejprty–Annaberg-Buchholz unt Bf. Die Personenzüge der Schmalspurbahn beginnen an einem gemeinsamen Bahnsteig mit der Normalspurbahn. Die einstigen Güteranlagen mit der Rollwagen-Grube befinden sich auf der gegenüberliegenden nördlichen Seite des Bahnhofes. Die Schmalspurzüge verlassen den Bahnhof in einem Linksbogen und folgen dann dem rechten Hang des Sehmatales oberhalb des langgestreckten Dorfes Neudorf. Erster Haltepunkt ist die Station Unterneudorf; dann senkt sich die Trasse bis zum Bahnhof Neudorf langsam in den Talgrund. Bis zum Haltepunkt Vierenstraße liegt die Strecke im Sehmatalgrund. Der Haltepunkt Vierenstraße ist insbesondere Ausgangspunkt für Wanderungen ins Fichtelberggebiet. Ab Vierenstraße beginnt die langanhaltende Maximalsteigung von 1:27. Von nun an führt die Bahn durch den dichten Wald des Fichtelberggebietes. Der nun folgende Bahnhof Kretscham-Rothensehma erhielt seinen Namen nach dem einzelnen Gasthof und der durch Eisenerze rot gefärbten Sehma. Die Strecke steigt auch danach noch weiter an, überquert die Wasserscheide zum Pöhlbach und erreicht Niederschlag. Es folgt ein Gefälle hinab ins Pöhlbachtal. Die Bahn quert die B 95 und führt dann entlang der Staatsgrenze zu Tschechien am Pöhlbach wieder bergwärts. Auf der anderen Talseite verläuft in Sichtweite die Bahnstrecke Chomutov–Vejprty.
Hinter der folgenden Station Hammerunterwiesenthal verengt sich das Tal so sehr, dass nur noch Platz für die Bahnstrecke und die Bundesstraße ist. Rechter Hand befinden sich steile Wiesenhänge, zur Linken ein bewaldeter Höhenzug, der bereits zu Tschechien gehört. Hinter dem Halt Unterwiesenthal windet sich die Bahn wieder aus dem Pöhlbachtal heraus, und es werden rechts der Fichtelberg und links der 1.244 m hohe Keilberg sichtbar. Nach der erneuten Querung der B 95 führt die Strecke über einen großen, 100 m langen und 20 m hohen, stählernen Gerüstpfeiler-Viadukt und erreicht den Endbahnhof Kurort Oberwiesenthal. Am Empfangsgebäude ist die Höhenangabe angebracht: 893,962 m ü. NN.

### Betriebsstellen

#### Cranzahl

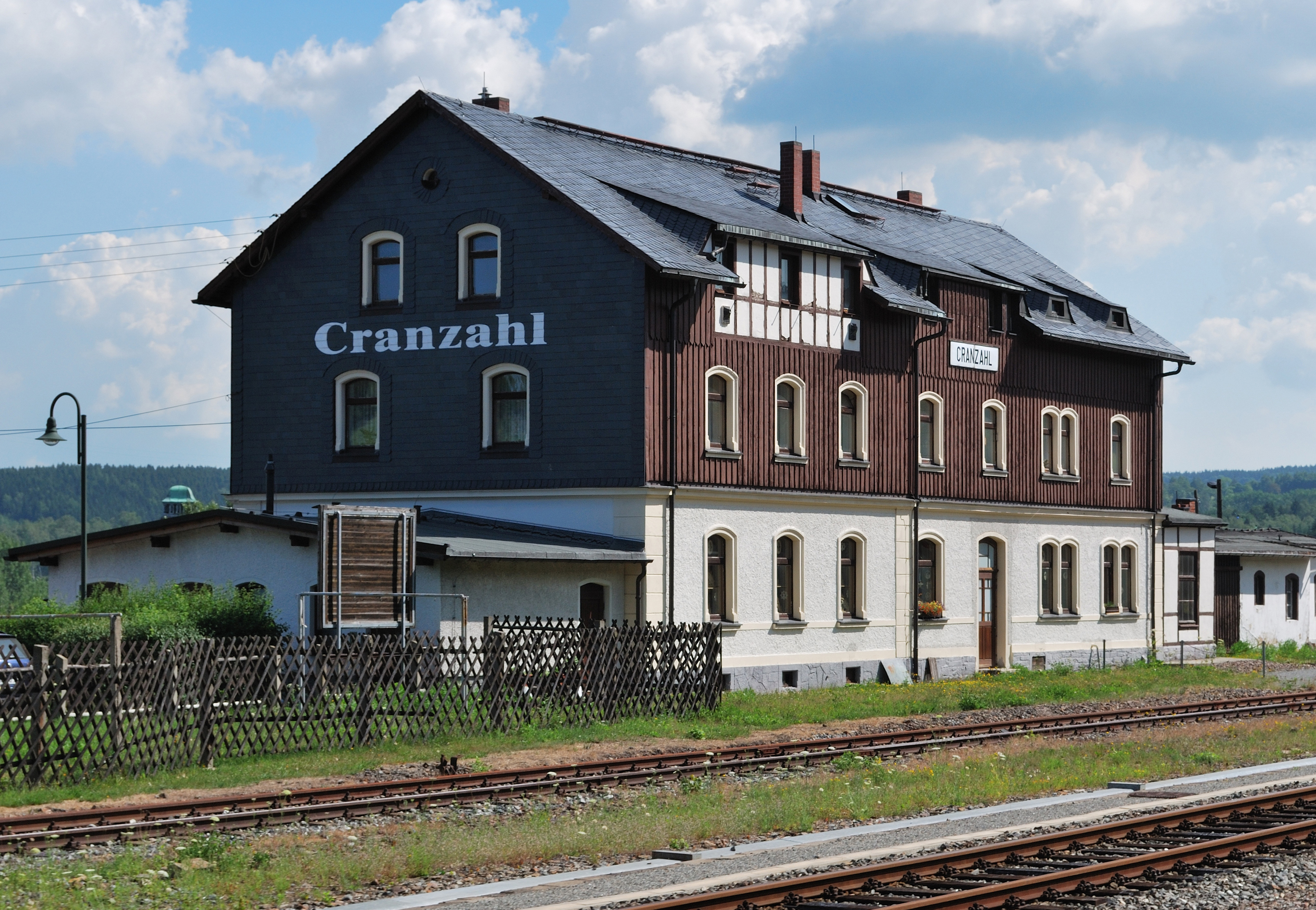
Bahnhof Cranzahl (2010)

Der Bahnhof Cranzahl ⊙ wurde 1872 zusammen mit der Bahnstrecke Weipert–Annaberg in Betrieb genommen. Mit dem Bau der Schmalspurbahn wurden die Gleisanlagen erstmals umfangreich ergänzt. Das bisherige, 1880 erbaute Empfangsgebäude wurde wesentlich erweitert. Alle Schmalspuranlagen mit Umladehalle, Betriebsmittelüberladerampe und einem einständigen Heizhaus wurden nördlich der bestehenden Normalspuranlagen errichtet. Zwar wurde so eine Kreuzung zwischen Schmal- und Normalspur notwendig; bei anderer Anordnung (südlich der Normalspuranlagen) war jedoch beim Bau wesentlich mehr Erdreich zu bewegen und man befürchtete im Winter erhebliche Schneeverwehungen.
Seit 1912 wurde der Bahnhof umgebaut; dabei entstanden auch die heutigen Personenverkehrsanlagen südlich der Normalspurbahn. Seitdem ist der Bahnhof in seiner wesentlichen Form bis heute unverändert geblieben.

#### Unterneudorf

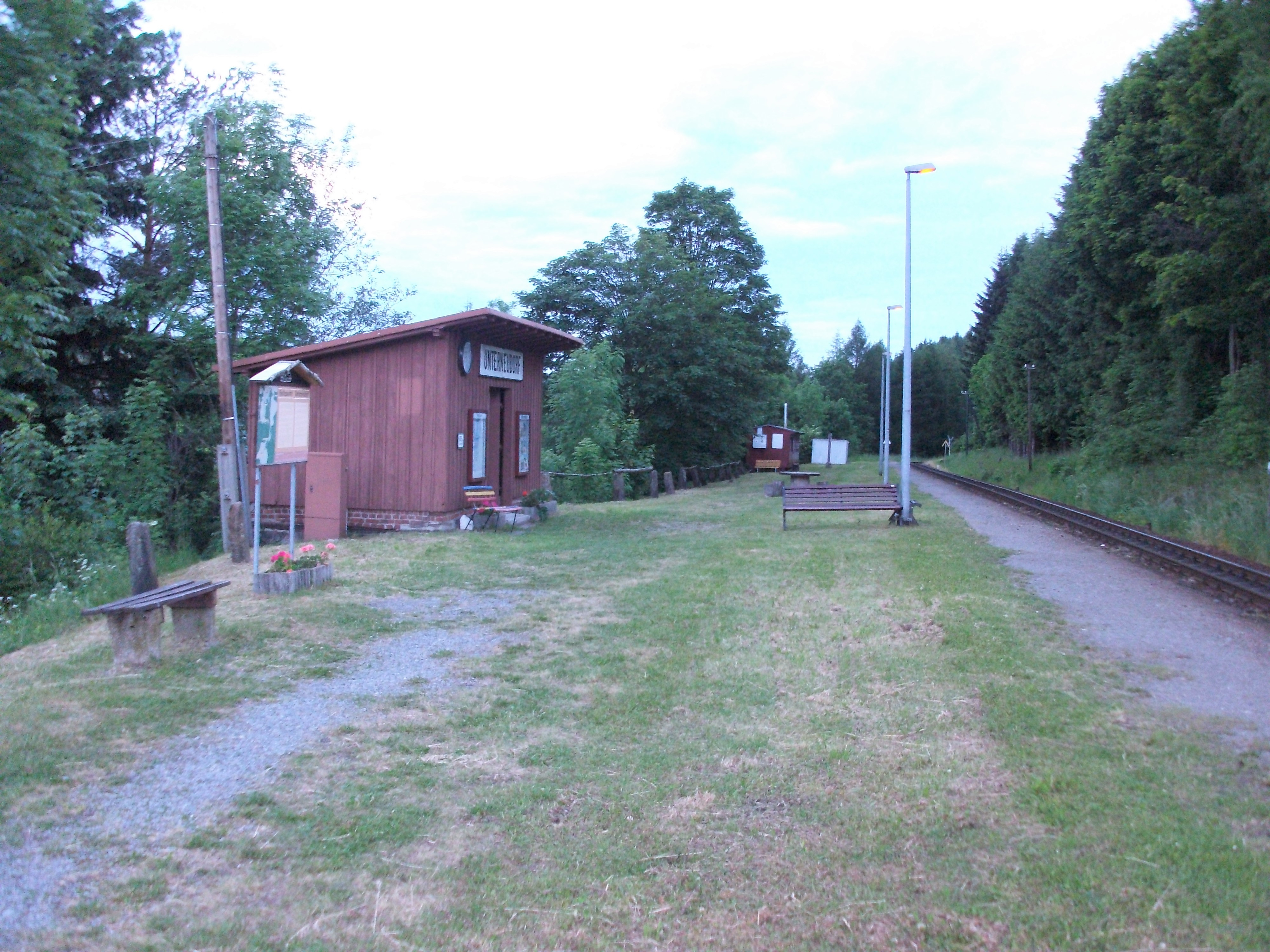
Haltepunkt Unterneudorf, Blick Richtung Cranzahl (2017)

Der im Volksmund auch „Stachelbeerbahnhof“ genannte Haltepunkt Unterneudorf ⊙ ist bescheiden ausgeführt. Ein 1929 oder 1933 eingebautes Kreuzungsgleis wurde 1950 abgebaut.

#### Neudorf (Erzgeb)

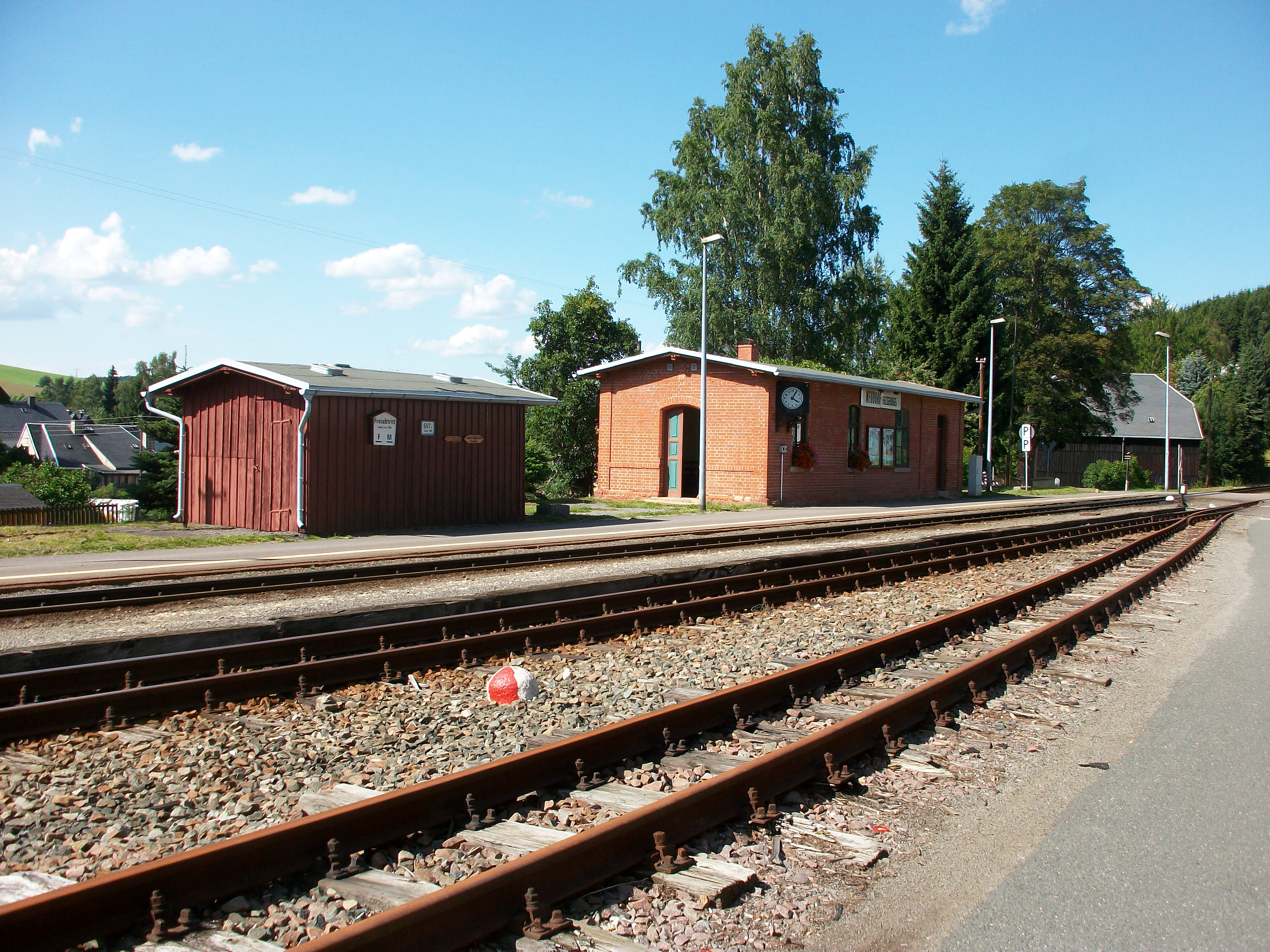
Bahnhof Neudorf (Erzgeb), Empfangsgebäude und Abort (2017)

Der Bahnhof Neudorf (Erzgeb) ⊙ bei Streckenkilometer 4,53 war von Anfang an als Kreuzungsbahnhof vorgesehen. In den Anfangsjahren war dies die größte Zwischenstation. Neben drei Gleisen – zwei Bahnsteig- und einem Ladestraßengleis – war auch eine massive Wartehalle gebaut worden. Die seit der Streckeneröffnung vorhandenen dem Güterverkehr dienenden Wagenkästen wurden 1934 durch einen Güterschuppen mit angebauter Laderampe an einem eigens errichteten Stumpfgleis ersetzt.
Bis in die 1960er Jahre hatte der Bahnhof zudem eine größere Bedeutung im Güterverkehr. 1967 wurde dann die Station für den Wagenladungsverkehr geschlossen. Heute sind im Bahnhof immer noch drei Gleise vorhanden, nur das nicht mehr benötigte Stumpfgleis zum Güterschuppen wurde abgebaut.

#### Vierenstraße

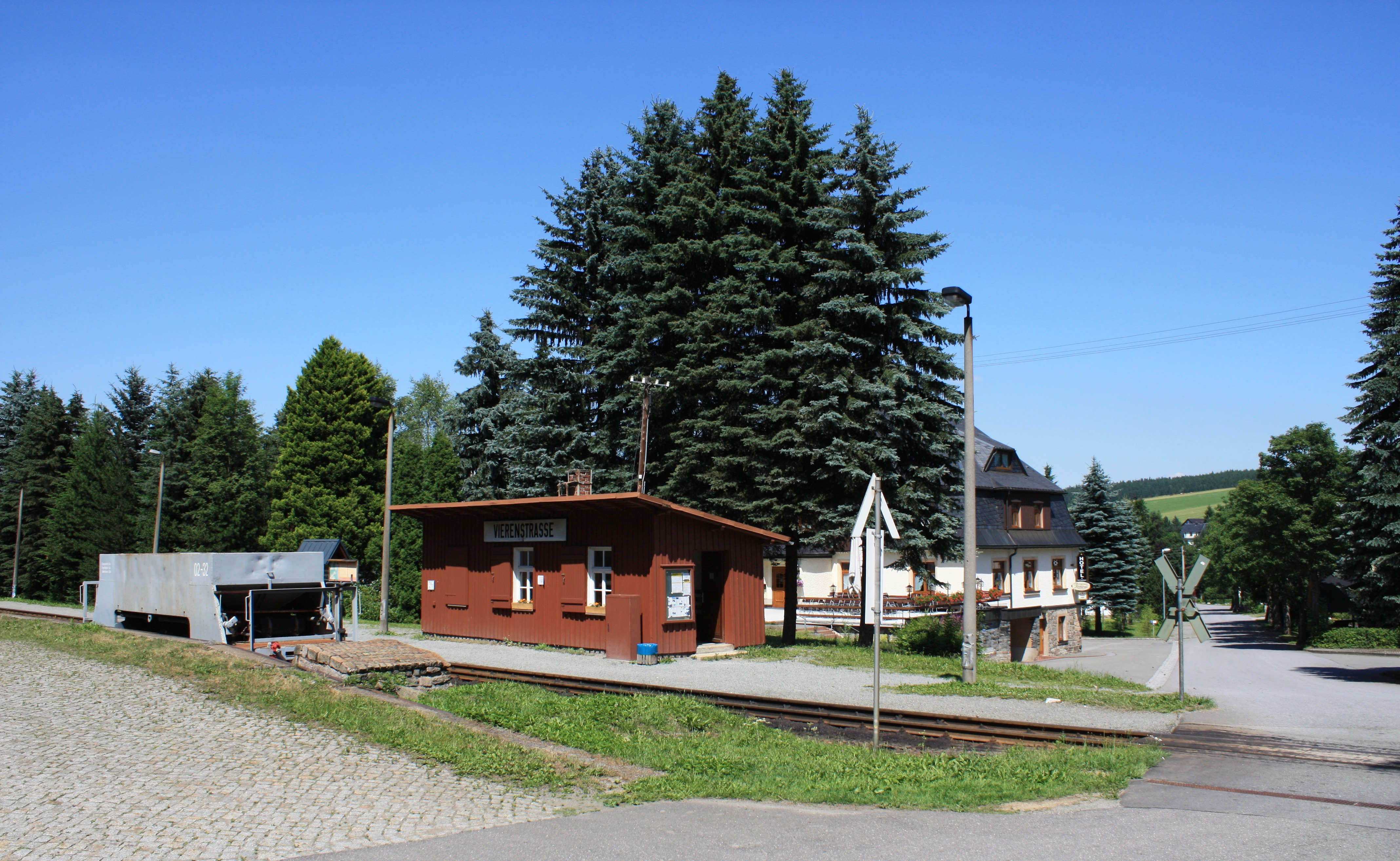
Haltepunkt Vierenstraße

Ursprünglich vor allem für den Holzversand des Staatsforstes eingerichtet, wurde der heutige Haltepunkt Vierenstraße ⊙ seit der Streckeneröffnung kaum verändert. Die Station war von vornherein nicht als Kreuzungsbahnhof vorgesehen; dennoch wurde ein Ladegleis zur Holzverladerampe beidseitig in das Streckengleis eingebunden. An Hochbauten wurden eine hölzerne Wartehalle und ein mittlerweile abgerissener Freiabtritt errichtet.
Nach der Schließung für den Güterverkehr im Januar 1967 wurde die Laderampe von der Bahnmeisterei weitergenutzt.

#### Kretscham-Rothensehma

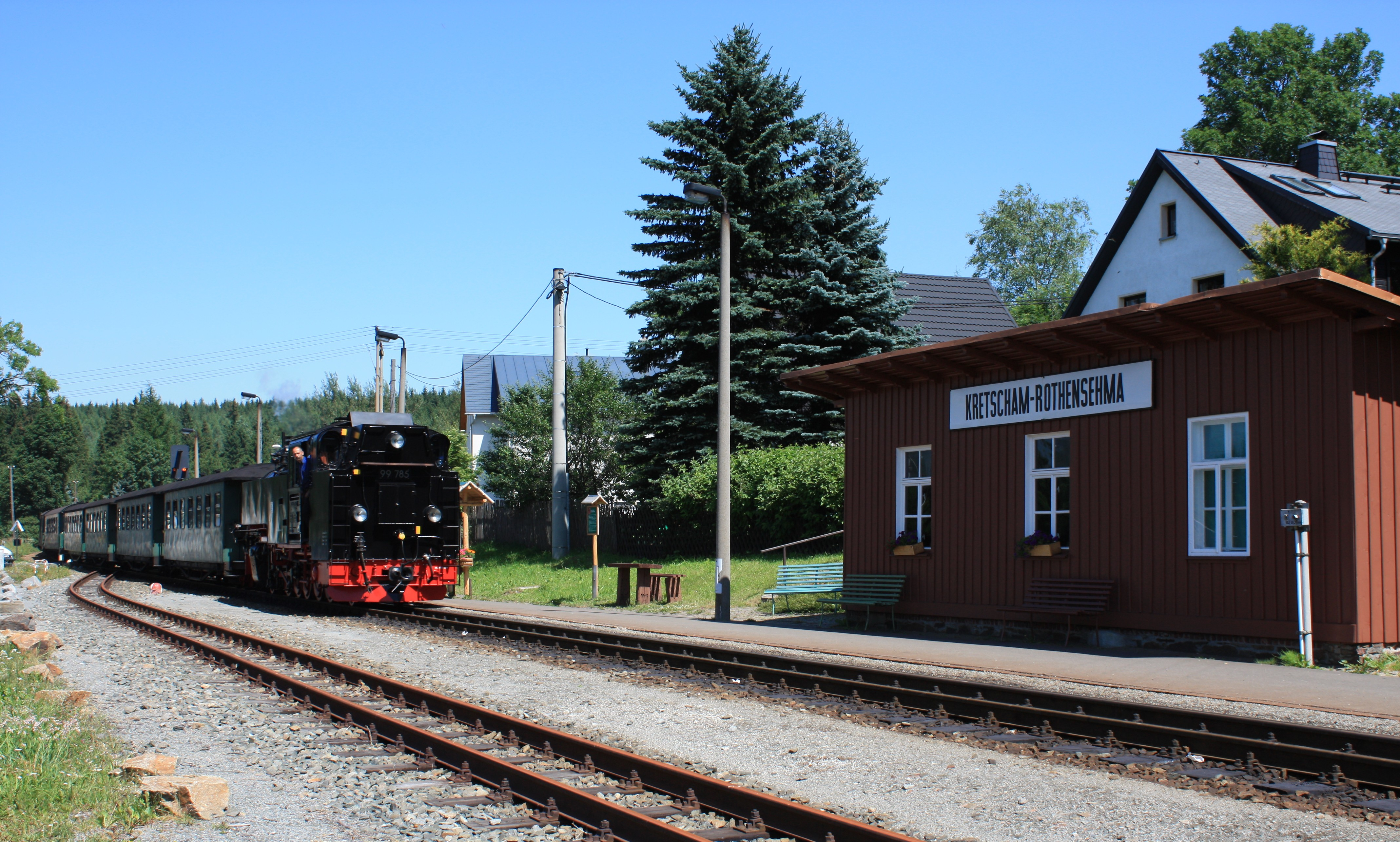
Bahnhof Kretscham-Rothensehma

Da der Bahnhof Kretscham-Rothensehma ⊙ etwa in Streckenmitte liegt, wurde er schon bei der Projektierung als Kreuzungsbahnhof geplant. Zudem wurde hier eine Wasserstation eingerichtet. Das Kreuzungsgleis wurde 1912 bis über den nahen Bahnübergang der heutigen S 266 verlängert. 1984 wurde die anfängliche Gleislage wiederhergestellt, da die Einfahrweiche im Einschnitt Richtung Niederschlag im Winter nur schwer schnee- und eisfrei zu halten war. Bei der Streckensanierung 1990 wurde auch das Ladestraßengleis abgebaut, heute liegt im Bahnhof nur noch das durchgehende Strecken- und das Kreuzungsgleis.
Die noch erhaltene hölzerne Wartehalle mit Dienstraum ist weitgehend identisch mit der von Vierenstraße.

#### Niederschlag

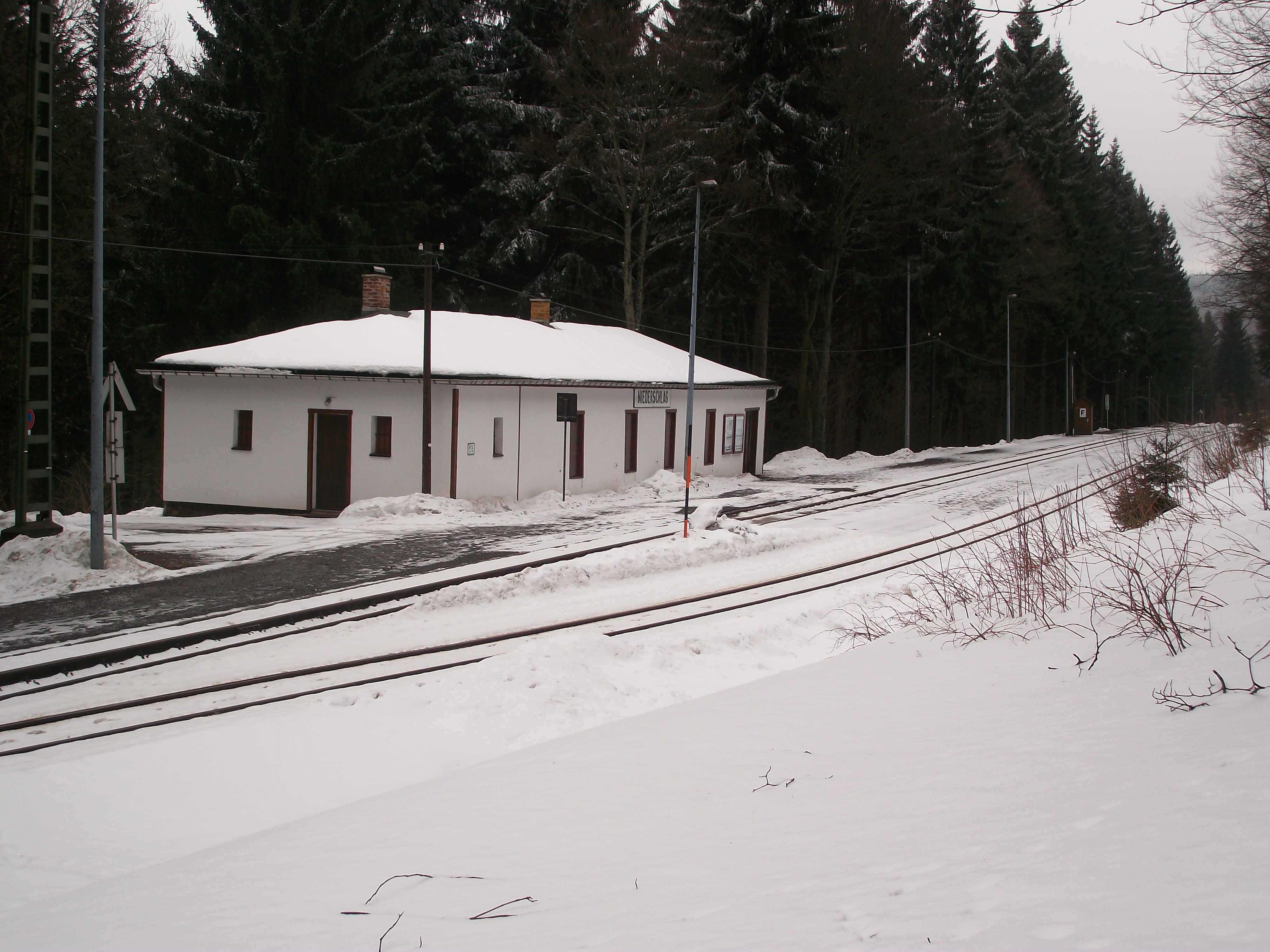
Bahnhof Niederschlag (2017)

Benannt ist der abseits im Wald gelegene Bahnhof ⊙ nach dem etwa 1,5 km entfernten Ort Niederschlag. Bei der ursprünglichen Projektierung war die Station nicht vorgesehen; die Einrichtung wurde erst während des Baus der Strecke kurzfristig beschlossen. Zur Streckeneröffnung waren noch keine Hochbauten vorhanden; erst Ende 1897 entstand eine hölzerne Wartehalle. Für den Stückgutverkehr wurde ein Wagenkasten aufgestellt. Um 1912 wurde das Kreuzungsgleis erbaut.
Das heutige massive Empfangsgebäude wurde 1948 auf Initiative und Rechnung der SAG Wismut für ihre Bergarbeiter gebaut.

#### Hammerunterwiesenthal

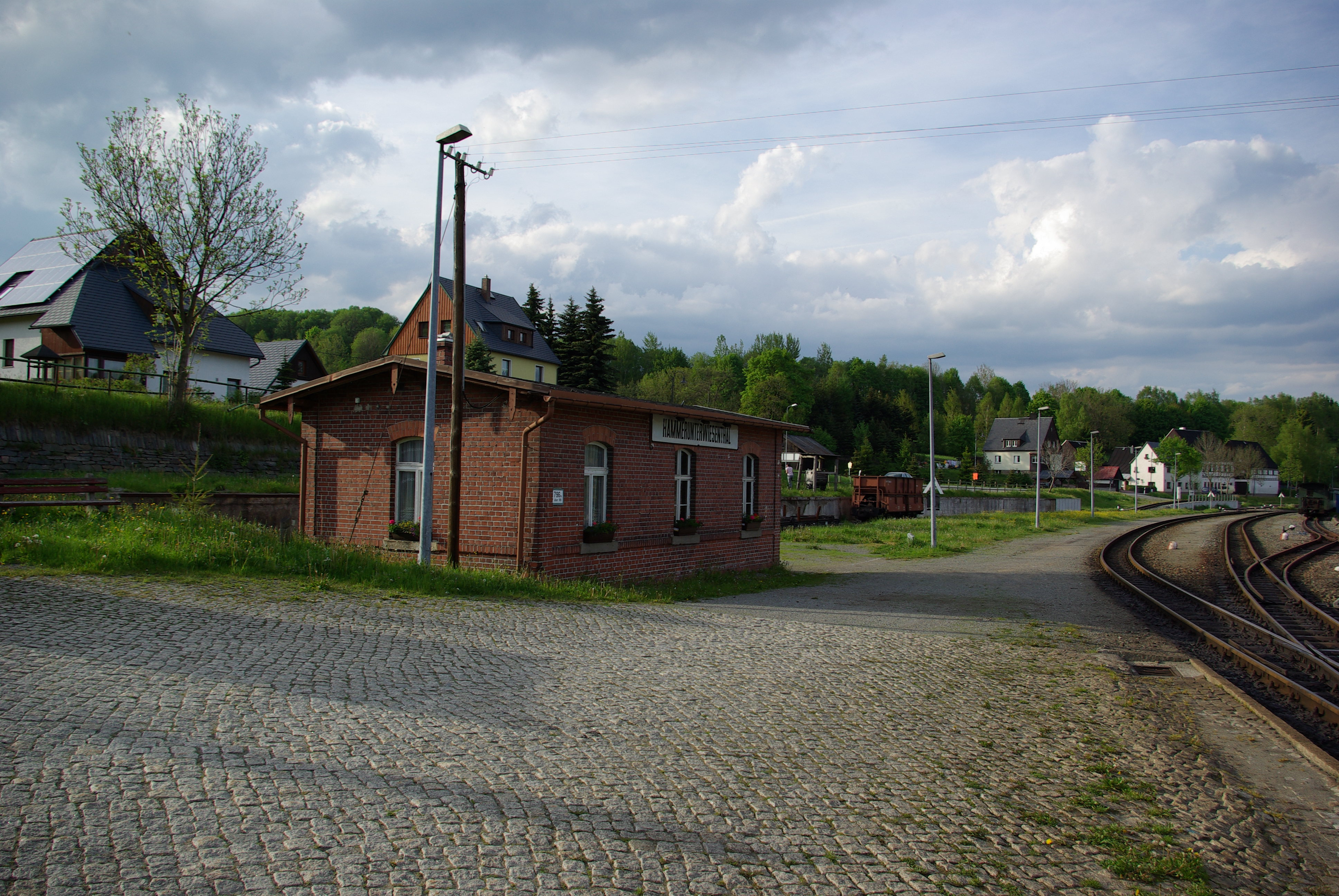
Bahnhof Hammerunterwiesenthal (2010)

Der Bahnhof Hammerunterwiesenthal ⊙ bestand 1897 nur aus dem durchgehenden Hauptgleis und einem beidseitig eingebundenen Ladegleis, von dem nach jeder Seite ein kurzes Stumpfgleis abzweigte. Auch die heute noch vorhandene massive Wartehalle entstand zu dieser Zeit. Bereits nach vier Betriebsjahren reichte die Station insbesondere für den Güterverkehr nicht mehr aus und wurde erstmals erweitert; seitdem ist der Bahnhof die größte Zwischenstation der Schmalspurbahn. Neben dem benachbarten Kalk- und Schotterwerk wurden im Bahnhof Material für ein Sägewerk und Produkte einer benachbarten Fabrik im Böhmischen umgeschlagen. Eine zweite Erweiterung erfuhren die Gleisanlagen 1912, als Abstellmöglichkeiten für Wintersportsonderzüge geschaffen wurden. Eine letzte Ergänzung fand 1928 statt, als das Kalk- und Schotterwerk die Produktion ausweitete.
Der Großteil des Güterverkehrs wurde bis zur Verkehrseinstellung 1992 über diesen Bahnhof abgewickelt. Zuletzt war noch das Schotterwerk als Hauptkunde verblieben.
Da heute die Fahrzeuge nicht mehr mit normalspurigen Transportwagen mit anderen Schmalspurbahnen getauscht werden, wurde 2001 im Bahnhof eine Betriebsmittelüberladerampe gebaut, wo Schmalspurfahrzeuge auf Tieflader verladen werden können.

#### Unterwiesenthal

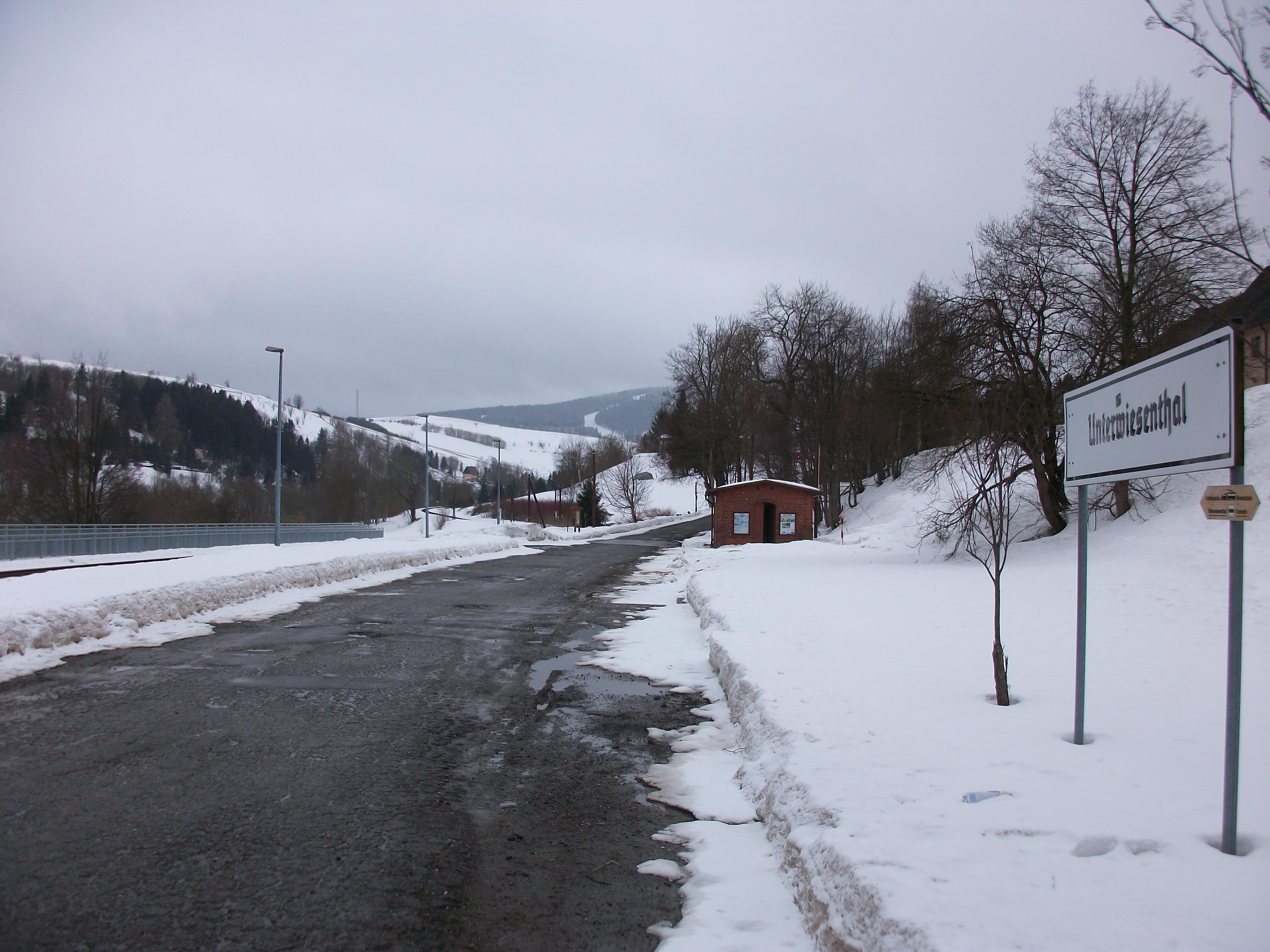
Haltepunkt Unterwiesenthal (2017)

Anfänglich war die Station ⊙ mit einem Ladegleis ausgestattet; nach 1926 wurden zwei weitere Gleise eingebaut. Im Jahr 1950 entfernte die Bahnmeisterei ein erstes Gleis. Heute liegt in der zum Haltepunkt zurückgestuften ehemaligen Haltestelle Unterwiesenthal nur noch das durchgehende Hauptgleis. Die massive, in Ziegelbauweise ausgeführte Wartehalle, ähnlich der von Hammerunterwiesenthal, ist auch heute noch vorhanden. Ein vermutlich beim Bahnbau aufgestellter Kasten eines Regelspurgüterwagens diente mehrere Jahrzehnte als Güterschuppen, er wurde vor 1990 abgewrackt.

#### Kurort Oberwiesenthal

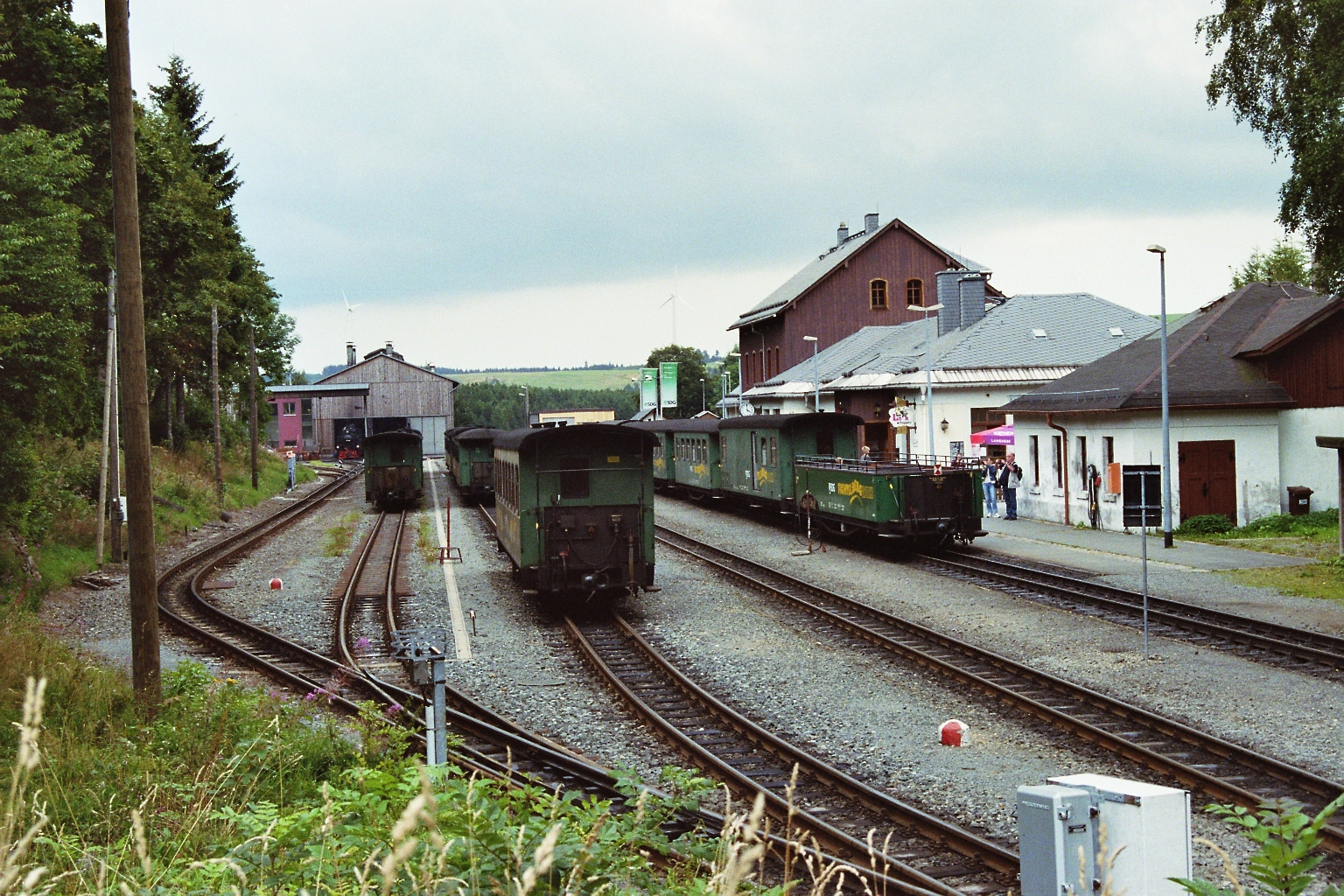
Bahnhof Kurort Oberwiesenthal (2007)

Der Bahnhof Kurort Oberwiesenthal ⊙ (bis zum 5. Oktober 1935 nur als Bahnhof Oberwiesenthal bezeichnet) ist der höchstgelegene Bahnhof Sachsens. Bei der Betriebseröffnung waren im Bahnhof ein Empfangsgebäude mit angebautem Güterschuppen, ein Wirtschaftsgebäude und ein zweigleisiges zweiständiges Heizhaus vorhanden. In den 1920er Jahren wurde der Bahnhof erstmals ausgebaut. Das Empfangsgebäude, in dem auch die Bahnverwalterei ihren Sitz hatte, erhielt dabei seine heutige Form. Auch wurde das Heizhaus um zwei weitere Stände erweitert.
Ab 1927 erfolgte ein größerer Bahnhofsumbau. Dabei wurde um 1930 auch ein zweites Heizhaus für die nun in Oberwiesenthal stationierten Lokomotiven der Baureihe 99.73–76 errichtet. Seitdem ist der Bahnhof weitgehend unverändert, nur die beiden Heizhäuser wurden 2002 abgerissen und durch eine neue Lokhalle samt Werkstatt ersetzt. Im 2004 fertiggestellten und in lokaltypischer Bauweise ausgeführten Bauwerk ist auch die zentrale Werkstatt für alle SDG-Schmalspurbahnen untergebracht.
Vom Anfang der 1950er bis Ende der 1960er Jahre gehörte auch ein Anschlussgleis zum städtischen Gaswerk am südlichen Bahnhofsende zum Bahnhof.

### Viadukt Hüttenbachtal

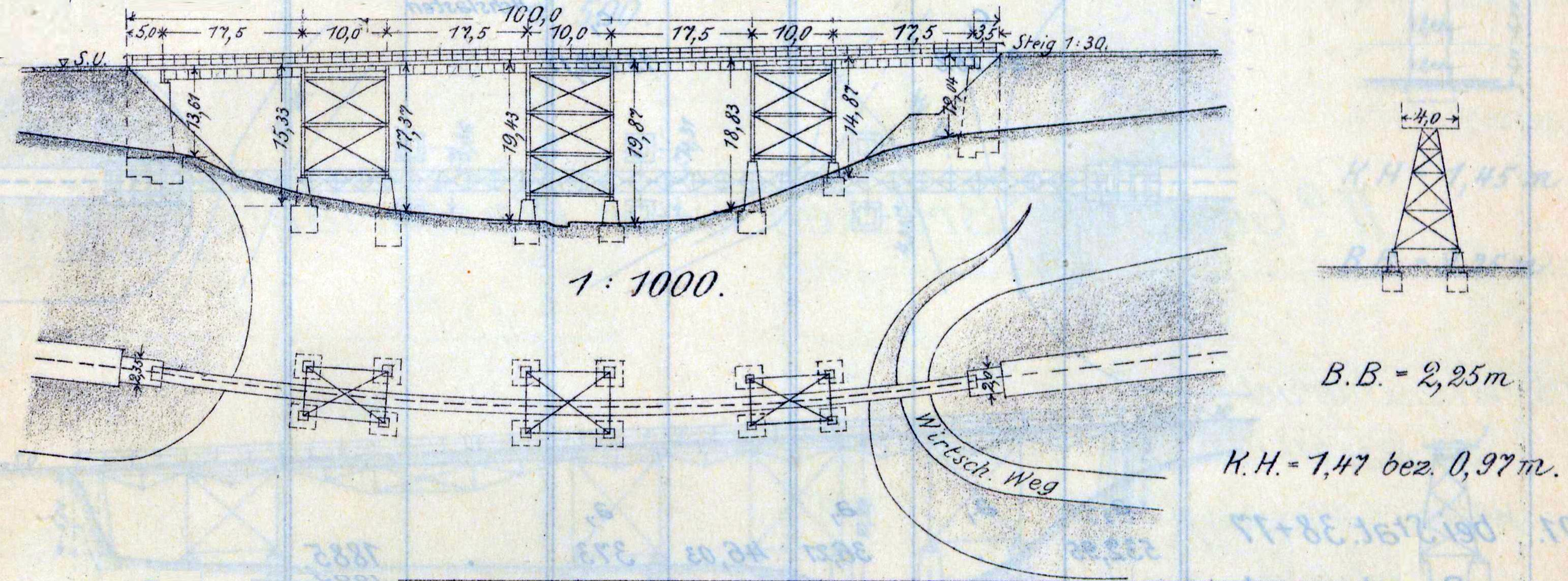
Viadukt Hüttenbachtal (Zeichnung 1911)

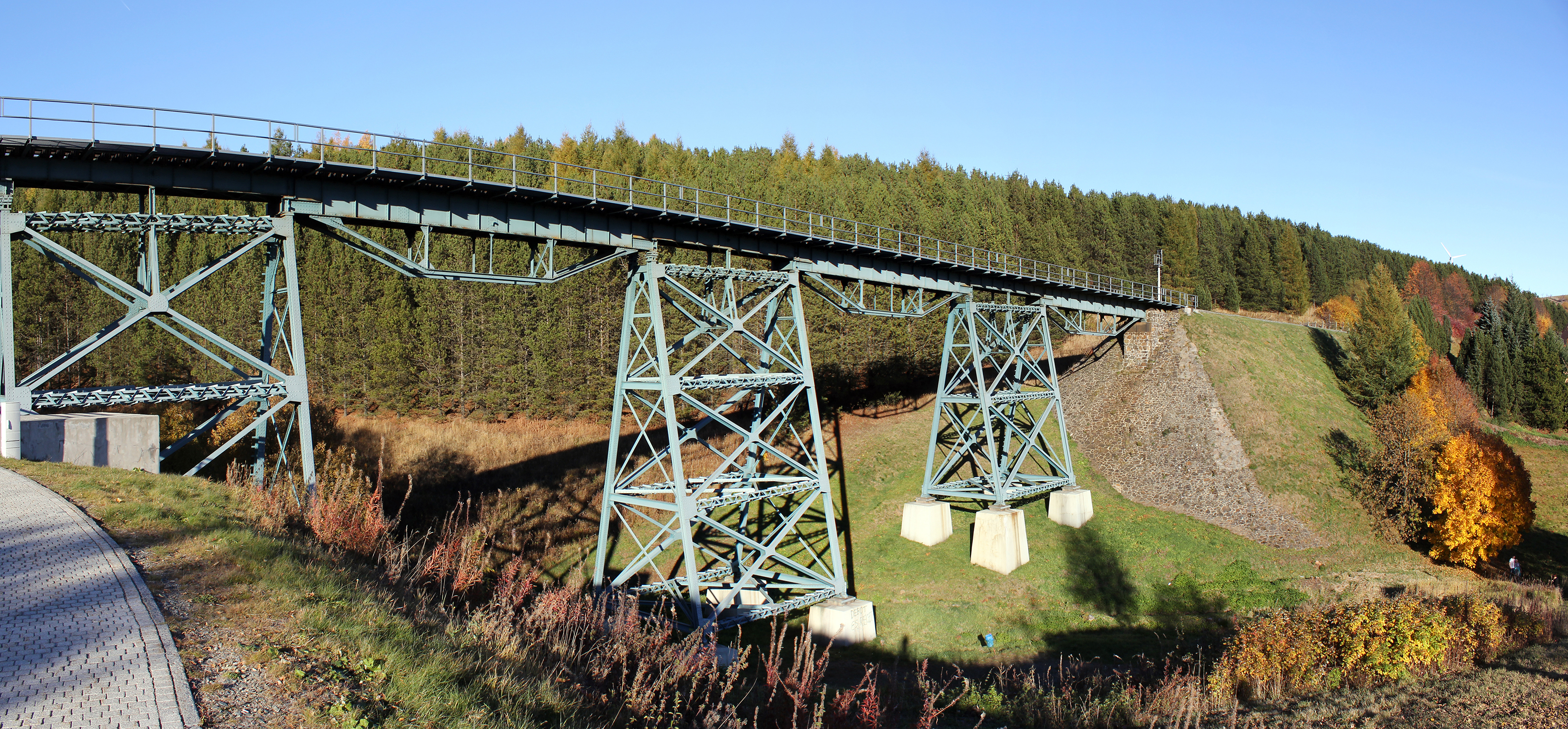
Viadukt Hüttenbachtal in Oberwiesenthal (2012)

Das Gerüstpfeilerviadukt (⊙) liegt in einer Steigung von 3,3 % und einem Gleisbogen mit 350 m Radius. Die Brückenteile des 88.000 Mark teuren Bauwerks wurden in Lauchhammer angefertigt und vor Ort nur noch zusammengebaut. Die vier Brückenfelder hatten bei einer Gesamtlänge von 100 m eine lichte Weite von 17,5 m. Die Höhe des Viadukts beträgt 18 m.
In den 1920er Jahren wurden die Brückenfelder durch einen Unterzug für eine höhere Achslast ergänzt. In den 1950er Jahren wurden erstmals die Fundamente erneuert, 1990 und 2004 erfolgte jeweils eine grundlegende Sanierung.

## Fahrzeugeinsatz
Die Fahrzeuge entsprachen den allgemeinen Grundsätzen der für die Sächsischen Schmalspurbahnen beschafften Fahrzeuge. Lokomotiven und Wagen wurden daher je nach Bedarf recht freizügig mit anderen Schmalspurbahnen getauscht.
Alle Fahrzeuge besaßen zunächst die Heberleinbremse, die ab den 1930er Jahren durch die Körting-Saugluftbremse abgelöst wurde. In den 1930er Jahren erfolgte die Umstellung von der zunächst genutzten wendtschen Kupplung, einer besonderen halbautomatischen Bauform der Mittelpufferkupplung, auf die Scharfenbergkupplung. Ebenso löste in den 1930er Jahren die durchgehende Dampfheizung die bislang verwendeten Öfen ab. Da für die Saugluftbremsen in den 1980er Jahren immer schwerer Ersatzteile beschaffbar waren, wurden die regulär eingesetzten Fahrzeuge zu Beginn der 1990er Jahre auf die Druckluftbremse umgestellt.

### Lokomotiven

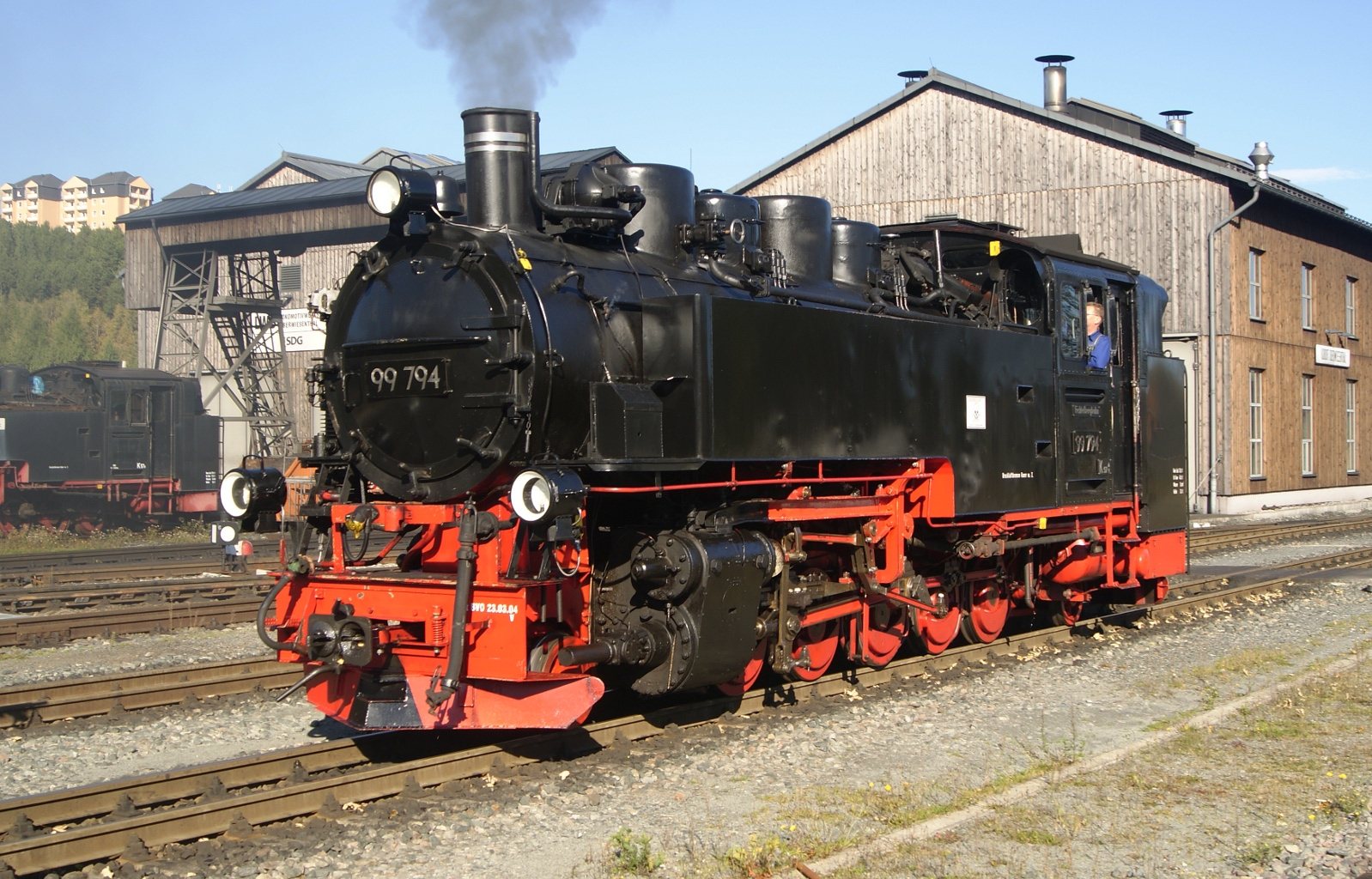
Neubaulokomotive 99 794 (2010)

Da 1897 nicht genug Fahrzeuge der Gattung IV K vorhanden waren, wurde kurzzeitig eine Maschine der Gattung III K in Oberwiesenthal stationiert. Auch wenn bis Ende der 1930er Jahre der Verkehr mit Lokomotiven der Gattung IV K (Baureihe 99.51–60) durchgeführt wurde, kamen vor allem im Winter immer wieder III Ks zu Aushilfs- und Kurzeinsätzen.
Mit der 99 731 kam im Jahr 1929 die erste fabrikneue Lokomotive der Baureihe 99.73–76 auf die Strecke. Dieser Maschine folgten noch weitere, die die Loks der Baureihe 99.51–60 verdrängten. Zwischen 1933 und 1937 war auch Maschinen der Baureihe 99.64–65/67–71 auf der Strecke stationiert.
Nach dem Ende des Zweiten Weltkriegs musste die DR zahlreiche Schmalspurlokomotiven als Reparationsleistung abgeben. Betroffen waren vor allem die Baureihen 99.64–65/67–71 sowie 99.73–76. Da auch der Lokbahnhof Oberwiesenthal mehrere Maschinen abgeben musste und weitere Lokomotiven schadhaft waren, standen nicht mehr genug Triebfahrzeuge zur Verfügung. Daher setzte die RBD Dresden von anderen Schmalspurbahnen Lokomotiven der Baureihe 99.51–60 nach Oberwiesenthal um. Die angespannte Fahrzeugsituation konnte erst mit der Anlieferung der fabrikneuen Lokomotiven der Baureihe 99.77–79 gelöst werden.
Im Jahr 1990 kamen wegen des Mangels an betriebsfähigen Fahrzeugen nochmals je ein Fahrzeug der Baureihen 99.51–60 und 99.73–76 zu mehrmonatigen Aushilfseinsätzen auf die Strecke. Im Jahr 2000 beschaffte die BVO für die Strecke eine Diesellokomotive als Reservefahrzeug; die auf 750 mm umgespurte L45H steht seit 2001 im Betrieb.
Den regulären Betrieb wickelt die SDG heute mit Lokomotiven der Baureihe 99.73–76 und der Baureihe 99.77–79 ab.

## Filme
- SWR: Eisenbahn-Romantik – Winter im Erzgebirge (Folge 121)
- SWR: Eisenbahn-Romantik – 100 Jahre Erzgebirgsbahn (Folge 267)
- MDR: Auf schmaler Spur – Die Fichtelbergbahn
- Armin Maiwald von der Sendung mit der Maus hat einen Führerschein für Dampflokomotiven und durfte daher bei der Maus-Team-Wanderung 2009 auf dem Wanderweg der Deutschen Einheit für eine Fahrt der Schmalspurbahn Cranzahl–Kurort Oberwiesenthal deren Dampflokomotive steuern.[4]